# Brick by Boring Brick
Brick by Boring Brick a másodikként kiadott dal (kislemez) a Paramore együttes harmadik, Brand New Eyes című albumáról. A dal kislemez formájában 2009. november 17-én jelent meg. A dalból készült videóklipet 2009. október 8-án vették fel, rendezője Meiert Avis, aki korábban együtt dolgozott a U2-val és a New Found Glory-val is.
A videó premierje 2009. november 23-án, magyar idő szerint 21:00-kor volt a Paramore.net-en, az együttes hivatalos weboldalán.

## Az együttes
- Hayley Williams - Ének, vokál, szintetizátor
- Josh Farro - Gitár, vokál
- Jeremy Davis - Basszusgitár
- Zac Farro - Dob
- Taylor York - Ritmusgitár